# Sudja
Sudja (en rus Суджа) és una ciutat de l'óblast de Kursk, a Rússia, entre els rius Sudja i Olióixnia, a 85 km a l'oest de la ciutat de Kursk.
Sudja fou fundada durant la guerra poloneso-russa com a integrada en el sistema de defensa de l'àrea meridional de Moscou. Van construir-hi una muralla de fusta amb catorze fustes. A l'interior de la fortalesa hi havia la sòtnia de cosacs que protegia la ciutat. Després de la guerra i de la integració de l'Hetmanat a l'Imperi Rus, Sudja va perdre el seu paper estratègic i va esdevenir una mera ciutat mercantil. El 1664 va rebre l'estatus de ciutat. Durant la Primera Guerra Mundial la ciutat va ser ocupada per l'exèrcit alemany. El 1941 fou novament ocupada per forces alemanyes fins al 3 de març de 1943, data en què fou alliberada per les tropes de Vorónej de l'Exèrcit Roig.
A mitjan agost de 2024, Sudja va ser ocupada per les forces armades d'Ucraïna durant la incursió a l'óblast de Kursk, després de més d'una setmana de combat. És la localitat russa més important que ha conquerit Ucraïna en aquesta incursió, tant en nombre d'habitants com per ser el primer centre administratiu de raion, el de Sudja.
El gasoducte Urengoi-Pomari-Újhorod passa de Rússia a Ucraïna a través de l'estació de mesura de gas de Sudja.

## Demografia
| 1913   | 1959  | 1970  | 1979  | 1989  | 2002  | 2010  |
| ------ | ----- | ----- | ----- | ----- | ----- | ----- |
| 12 800 | 4 004 | 6 197 | 7 195 | 7 487 | 7 045 | 6 036 |